# Ouacif
Ouacif (în arabă واسيف) este o comună din provincia Tizi Ouzou, Algeria.
Populația comunei este de 10.313 locuitori (2008).